# هوموساسا (فلوریدا)
هوموساسا (به انگلیسی: Homosassa) یک منطقهٔ مسکونی در ایالات متحده آمریکا است که در شهرستان سیتروس، فلوریدا واقع شده‌است. هوموساسا ۲۱٫۵ کیلومتر مربع مساحت و ۲٬۵۷۸ نفر جمعیت دارد و ۰ متر بالاتر از سطح دریا قرار دارد.